# Serra de la Travessa
La Serra de la Travessa és una serra del terme municipal de Conca de Dalt, antigament del d'Hortoneda de la Conca, situada a la part de llevant de l'antic terme. És, de fet, un contrafort de ponent de la Serra de Boumort. El punt d'inici, a l'oest-nord-oest, és damunt mateix de l'antic poble de Segan, on enllaça amb el Montpedrós, el Roc de Sant Cristòfol i el Serrat de Segan, aproximadament a 1.500 msnm En el seu vessant meridional s'estén la Solana de Segan.